# Citrato
Citrato é a designação genérica dos sais do ácido cítrico.
É o principal nutriente produzido pela próstata como alimento dos espermatozoides. [carece de fontes?] Também está relacionado com a biossíntese de colesterol e de ácido graxo.